# Moldoveni, Neamț
Moldoveni este satul de reședință al comunei cu același nume din județul Neamț, Moldova, România.

## Personalități
- Ioan M. Enescu (1884-1972), medic, membru titular (1955) al Academiei Române, profesor la Facultatea de Medicină din Iași.

 Acest articol despre o localitate din județul Neamț este deocamdată un ciot. Puteți ajuta Wikipedia prin completarea lui.